# Episodi di Z - L'inizio di tutto
La prima e unica stagione della serie televisiva Z - L'inizio di tutto, composta da 10 episodi, è stata pubblicata negli Stati Uniti sulla piattaforma streaming on demand Prime Video il 27 gennaio 2017. Il primo episodio era già stato pubblicato il 5 novembre 2015.
In Italia la stagione è stata interamente distribuita il 24 febbraio 2017 sempre su Prime Video.
| nº | Titolo originale                          | Titolo italiano                    | Pubblicazione USA | Pubblicazione Italia |
| -- | ----------------------------------------- | ---------------------------------- | ----------------- | -------------------- |
| 1  | Pilot                                     | Episodio pilota                    | 5 novembre 2015   | 24 febbraio 2017     |
| 2  | Just Humans                               | Semplici esseri umani              | 27 gennaio 2017   | 24 febbraio 2017     |
| 3  | The Right Side of Paradise                | Di qua dal Paradiso                | 27 gennaio 2017   | 24 febbraio 2017     |
| 4  | You, Me and Us                            | Tu, io e noi                       | 27 gennaio 2017   | 24 febbraio 2017     |
| 5  | The It Girl                               | La ragazza alla moda               | 27 gennaio 2017   | 24 febbraio 2017     |
| 6  | Lights! Camera! Fitzgerald!               | Luci! Cinepresa! I Fitzgerald!     | 27 gennaio 2017   | 24 febbraio 2017     |
| 7  | Where There Are Friends, There Are Riches | Chi trova un amico trova un tesoro | 27 gennaio 2017   | 24 febbraio 2017     |
| 8  | Playing House                             | Giocare alla famiglia              | 27 gennaio 2017   | 24 febbraio 2017     |
| 9  | Quicksand                                 | Sabbie mobili                      | 27 gennaio 2017   | 24 febbraio 2017     |
| 10 | Best of All                               | Al di sopra di tutto               | 27 gennaio 2017   | 24 febbraio 2017     |

## Episodio pilota
- Titolo originale: Pilot
- Diretto da: Tim Blake Nelson
- Scritto da: Dawn Preswich e Nicole Yorkin

### Trama
La giovane Zelda Syre, abitante della cittadina di Montgomery, vive una vita sregolata, mondana, fuggendo dai rimproveri del padre, il giudice Syre. Al ritorno a casa, in ritardo dalla cena, nell’attimo in cui sale le scale per andare in camera sua, la ragazza origlia una conversazione tra la madre ed una delle due sorelle, che la definisce un egoista. Ciò non è un deterrente per Zelda, che, con l’aiuto di sua madre, sgattaiola fuori dalla finestra e va al ballo dell’esercito con una sua cara amica Livye. Al ritorno a casa, accompagnata dal soldato Lloyd Landon, chiamato ad unirsi al 67º reggimento di Long Island, sulla Marna per combattere contro i tedeschi, Zelda confessa il suo fervente desiderio di lasciare Montgomery. Al ritorno a casa, all’una e trenta del mattino, la protagonista ha un diverbio col padre, deluso dalla mancanza di decoro della figlia. In camera sua, scrive poche righe sul suo diario. All’indomani, dopo una visita al negozio d’abbigliamento, la pioggia sorprende la ragazza, che arriva alla sede della società femminile per l’aiuto ai soldati in ritardo e completamente fradicia.  Mentre impara ad arrotolare le bende, si confida con la sua collega, che le ricorda dell’appuntamento ad una serata di beneficenza, alla quale viene invitata ufficialmente dalla responsabile dell’intrattenimento della serata, la signora Sarah Riggs, perché esegua un assolo di ballo. Confrontandosi con i genitori, Zelda manifesta il suo disaccordo, esprimendo delle considerazioni sugli uomini partecipanti alla serata, per lei noiosi e vecchi. Tuttavia, accetta di partecipare, quando la madre palesa silenziosamente il suo dispiacere, commuovendola. È proprio mentre balla, a seguito della sua esibizione, con diversi uomini, che incrocia più volte lo sguardo di Scott Fitzgerald, un ufficiale dell’esercito, che si impegna, nell’attesa di ordini dagli altri gradi dell’esercito americano, a scrivere il romanzo, che, a suo dire, lo renderà uno scrittore famoso. Quando Zelda si accorge di essere osservata da Fitzgerald, bacia sotto i suoi occhi il suo compagno di ballo, che la invita fuori dalla sala. Lei rifiuta e nell’attimo in cui volta le spalle all’uscita della sala, la voce di Scott, che la invita a ballare, la sorprende.

## Semplici esseri umani
- Titolo originale: Just Humans
- Diretto da: Mike Barker
- Scritto da: Dawn Preswich e Nicole Yorkin

## Di qua dal Paradiso
- Titolo originale: The Right Side of Paradise
- Diretto da: Mike Barker
- Scritto da: Lydia Woodward

## Tu, io e noi
- Titolo originale: You, Me and Us
- Diretto da: Neasa Hardiman
- Scritto da: Ian Deitchman e Kristin Rusk Robinson

### Trama
Il libro di Scott, Di qua dal Paradiso, è un successo, con tremila copie vendute in tre giorni. Zelda e Tootsie arrivano a New York e Scott le accoglie calorosamente in stazione. Poco dopo, in tutta fretta, nella canonica della Cattedrale di San Patrizio (addobbata a festa perché il giorno seguente sarebbe stata Pasqua), si celebra il matrimonio. Insieme agli sposi ci sono Tootsie, il testimone dello sposo Ludlow Fowler, l'agente Harold Ober e la moglie Anne. La sorella di Zelda, Tilde, arriva solo a cerimonia conclusa e, durante il disdicevole ricevimento a base di alcol nella suite dell'hotel Biltmore, va via stizzita.

## La ragazza alla moda
- Titolo originale: The It Girl
- Diretto da: Neasa Hardiman
- Scritto da: Kit Steinkellner

### Trama
Zelda prova a inserirsi nell'ambiente mondano newyorkese, ma si sente profondamente diversa dalle altre donne e preferisce adottare uno stile originale. Intanto Scott tiene la sua prima lettura pubblica al National Arts Club, dove ha un diverbio con il giornalista Heywood Broun.

## Luci! Cinepresa! I Fitzgerald!
- Titolo originale: Lights! Camera! Fitzgerald!
- Diretto da: Minkie Spiro
- Scritto da: Marcus Gardley

### Trama
Townsend Martin della United Artists propone ai Fitzgerald di recitare in un adattamento cinematografico di Di qua dal Paradiso. Zelda si prepara al meglio per il provino con l'aiuto dell'attrice Tallulah Bankhead, mentre l'editor Max Perkins consiglia a Scott di tenersi lontano da Hollywood per proteggere la propria reputazione di scrittore. Zelda si presenta all'audizione da sola e le viene proposto un secondo provino in California, ma Scott si oppone alla sua partenza.

## Chi trova un amico trova un tesoro
- Titolo originale: Where There Are Friends, There Are Riches
- Diretto da: Minkie Spiro
- Scritto da: Doug Dorst

### Trama
Le vendite di Di qua dal Paradiso si sono stabilizzate ma i Fitzgerald continuano a vivere al di sopra delle proprie possibilità. Scott comincia a sentirsi sotto pressione per la stesura del secondo romanzo. Il professor Gauss lo invita a tenere un discorso al Dipartimento di Lingue moderne dell'Università di Princeton, come riconoscimento e celebrazione dei risultati raggiunti (nonostante Scott avesse abbandonato l'università prima di conseguire la laurea). Bunny Wilson, Harvey Firestone e Ludlow Fowler li accompagnano, ma Princeton fa riemergere in Scott i vecchi rancori e il discorso si trasforma in un livoroso atto di accusa contro i professori del Dipartimento, e finisce per inimicargli tutti. Al loro ritorno i Fitzgerald vengono anche sfrattati dall'hotel Biltmore.

## Giocare alla famiglia
- Titolo originale: Playing House
- Diretto da: Wash Westmoreland
- Scritto da: Ian Deitchman e Kristin Rusk Robinson

### Trama
I Fitzgerald si trasferiscono in una casa sul mare a Westport, nel Connecticut. Mentre lui cerca isolamento per dedicarsi alla scrittura, lei si annoia e non sa come spendere il proprio tempo. Frustrazione e tensione si fanno sempre più forti ed eplodono quando l'editor Max Perkins riconosce il talento da scrittrice di Zelda e pensa che il suo diario potrebbe essere pubblicato. Scott (che è solito riprendere, adattare e inserire nei suoi romanzi intere pagine del diario) si oppone.

## Sabbie mobili
- Titolo originale: Quicksand
- Diretto da: Wash Westmoreland
- Scritto da: Nicole Yorkin e Dawn Prestwich

### Trama
La situazione precipita quando i coniugi Sayre (genitori di Zelda) si presentano a sorpresa a Westport. Dopo una disastrosa cena di famiglia, Scott esagera con il gin e ha un rapporto con Eugenia Bankhead. Zelda vuole lasciare il Connecticut.

## Al di sopra di tutto
- Titolo originale: Best of All
- Diretto da: Mike Barker
- Scritto da: Dawn Prestwich e Nicole Yorkin

### Trama
Scott accompagna Zelda in lungo viaggio in automobile verso Montgomery, Alabama, durante il quale lei scopre di aspettare un bambino.